# Rádio FM
Rádio_FM je hudební rozhlasová stanice Rozhlasu a televize Slovenska, která prezentuje alternativní hudební žánry se silným zastoupením slovenské hudby.
Ve večerním vysílání se zaměřuje na okrajové hudební žánry, jako jsou world music, ambient, dubstep, IDM, electro, folktronica, glitch, new school, old school, alternativní rock, hip hop, drum and bass, breakbeat, UK garage, nu jazz, house, hard rock a metal. Podle dramaturga rádia Daniela Baláže je posláním Rádia FM propagovat jinakost, nikoliv mainstream.

## Historie

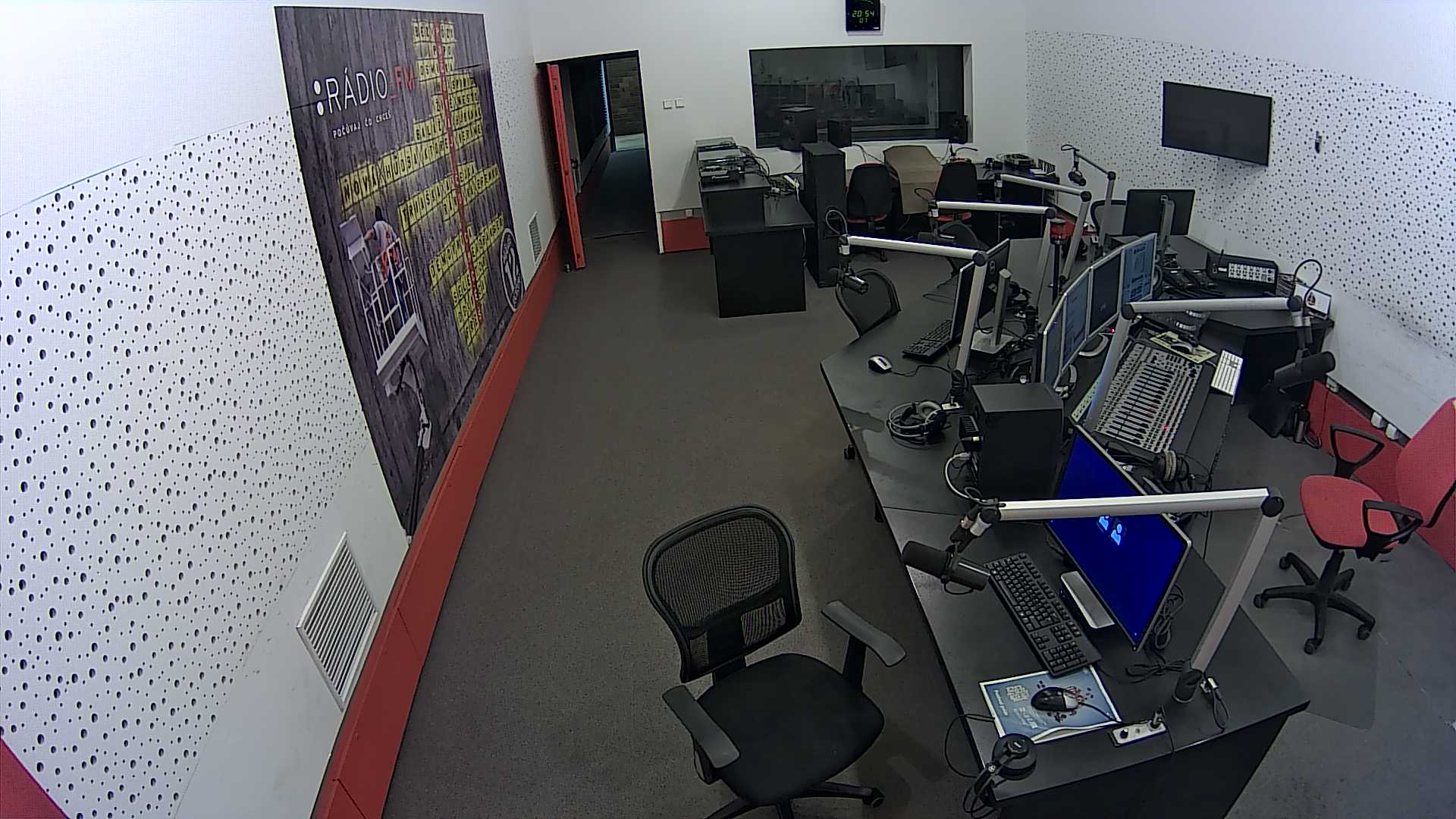
Vysílací studio FM rádia

Historie okruhu Československého rozhlasu pro mládež se začala psát 5. ledna 1987, kdy vznikl odpolední blok pro mládež – Rádio Elán.
Dne 4. září 1989 vznikl sloučením slovenského programového bloku Rádio Elán a českého Mikrofóra federální programový okruh pro mládež E + M, který zanikl 31. prosince 1990.
4. března 1991 bylo založeno rádio Rock FM. Jako první na Slovensku zahájilo 1. ledna 1992 24hodinové vysílání.
Dne 3. listopadu 2004 byl tento okruh SRo přejmenován na Rádio_FM a podstatně změnil svůj formát.
Bylo to první médium na Slovensku, které nabízelo podcasting.

## Vysílače
| Vysílač                              | Frekvence | Výkon ERP | Nadmořská výška | Pozn.         |
| ------------------------------------ | --------- | --------- | --------------- | ------------- |
| Zvolen – Malá Stráž                  | 089,0 MHz | 1 kW      | 364 m n. m.     |               |
| Bratislava – Kamzík                  | 089,3 MHz | 10 kW     | 440 m n. m.     |               |
| Dolný Kubín – Veľký Bysterec         | 091,7 MHz | 0,5 kW    | 658 m n. m.     |               |
| Čadca – Jurošovský vrch              | 091,8 MHz | 0,5 kW    | 626 m n. m.     |               |
| Námestovo – Magurka                  | 091,9 MHz | 10 kW     | 1 117 m n. m.   |               |
| Žilina – Krížava                     | 094,5 MHz | 20 kW     | 1 451 m n. m.   |               |
| Lučenec – Blatný vrch                | 098,0 MHz | 10 kW     | 359 m n. m.     | 18:00–6:00 h. |
| Modrý Kameň – Španí Laz              | 098,3 MHz | 10 kW     | 643 m n. m.     | 18:00–6:00 h. |
| Žiar nad Hronom – Šibeničný vrch     | 098,4 MHz | 0,5 kW    | 399 m n. m.     |               |
| Stará Ľubovňa – Kotník               | 098,9 MHz | 10 kW     | 883 m n. m.     |               |
| Košice – Werferova                   | 101,2 MHz | 1 kW      | 240 m n. m.     |               |
| Trenčín – Nad Oborou                 | 101,2 MHz | 10 kW     | 654 m n. m.     |               |
| Trebišov – Bánovce nad Ondavou       | 101,3 MHz | 10 kW     | 118 m n. m.     |               |
| Prešov – Šibená hora                 | 101,5 MHz | 0,5 kW    | 313 m n. m.     |               |
| Bardejov – Stebnícka Magura          | 101,7 MHz | 10 kW     | 900 m n. m.     |               |
| Ružomberok – Úložisko                | 102,1 MHz | 5 kW      | 742 m n. m.     |               |
| Borský Mikuláš – Dubník              | 102,8 MHz | 1 kW      | 287 m n. m.     |               |
| Nové Zámky – Tehlové – Tekvičné pole | 102,8 MHz | 1 kW      | 110 m n. m.     |               |
| Štúrovo – Modrý vrch                 | 103,7 MHz | 10 kW     | 251 m n. m.     |               |
| Poprad – Kráľova hoľa                | 104,3 MHz | 30 kW     | 1 948 m n. m.   |               |
| Banská Bystrica – Laskomer           | 105,4 MHz | 2 kW      | 620 m n. m.     |               |
| Moldava nad Bodvou – Transpetrol     | 105,8 MHz | 0,20 kW   | 220 m n. m.     | 18:00–6:00 h. |
| Rožňava – Dievčenská skala           | 105,9 MHz | 1 kW      | 660 m n. m.     | 18:00–6:00 h. |
| Snina – Magurica                     | 107,6 MHz | 10 kW     | 477 m n. m.     |               |

Rádio je také zařazeno do třetího (veřejnoprávního) multiplexu DVB-T a od prosince 2015 také do digitálního rozhlasového multiplexu.

## Publikum
Podle průzkumu Market & Media & Lifestyle společnosti Median SK bylo Rádio FM ve 2. a 3. čtvrtletí 2017 s poslechovostí 2,56 % devátou nejposlouchanější rozhlasovou stanicí na Slovensku.